# 에드워드 번존스
제1대 준남작 에드워드 콜리 번존스 경(Sir Edward Coley Burne-Jones, 1st Baronet, ARA, 1833년 8월 28일~1898년 6월 17일)는 영국의 화가이자 디자이너이다.
1857년에 로제티는 옥스퍼드에서 벽화 제작을 했는데, 주위에 혁신적인 제자들이 모여들었다. 후에 공예에 개혁을 이룩한 모리스와, 화가인 번존스가 그들이다. 이 화가는 처음에는 신학에 뜻을 두었었는데, 이상에 대한 동경과 명상이 항상 작품에 나타나 있다.
작품은 중세의 기사도를 즐겨 소재로 다루고 있으며, 로제티와 같은 도취감은 결여되었다고 하지만 장식적인 묘사는 정밀하여 비전을 보여주는 문학적 매력을 창조해 내고 있다. 또 이 밖에 스테인드글라스나 벽걸이에도 훌륭한 제작을 보여, 모리스의 공예운동을 든든하게 돕고 있다.
이 밖에 워츠(1817∼1904)의 작품이 있다. 워츠는 조각도 한 화가로서, 회화에서도 기술의 연구가 깊고, 우의적(愚意的)인 제재를 가장 즐겨 그렸다. 그 외에도 초상화에 뛰어나, <테니슨의 상(像)> 외에 많은 초상을 남기고 있다.
19세기 말에 이르러 그는 요절했지만, 탐미와 비상한 감각으로써 삽화에 참신한 지각을 편 비어즐리(1872∼1898)는 번 존스의 영향을 받았다. <살로메>의 삽화는 유명하며, 그의 작품은 흑백만으로 표현했는데, 흑백의 면은 분명히 드러나도록 대조하고, 묘선은 날카로운, 근대적인 감각으로 일종의 요기(妖氣)를 발산시키고 있다.